# Jo Cox
Helen Joanne „Jo“ Cox (* 22. Juni 1974 in Batley, West Yorkshire, als Helen Joanne Leadbeater; † 16. Juni 2016 in Leeds) war eine britische Politikerin der Labour Party. Von 2015 bis zu ihrer Ermordung war sie Abgeordnete im House of Commons, in dem sie den Wahlkreis Batley and Spen vertrat.

## Leben
Jo Cox (geborene Leadbeater) wurde 1974 als älteste Tochter von Gordon Leadbeater und dessen Ehefrau Jean geboren. Gemeinsam mit ihrer jüngeren Schwester Kim wuchs sie in Heckmondwike, West Yorkshire, auf. Der Vater arbeitete im rund 15 km entfernten Leeds in einer Fabrik, die Zahnpasta und Haarspray herstellte, die Mutter als Schulsekretärin. Cox besuchte die Grammar School in Heckmondwike und studierte im Anschluss ab 1992 an der University of Cambridge (Pembroke College), zunächst Archäologie und Anthropologie, wechselte dann aber zu Soziologie und Politikwissenschaft.
Studium und Aufenthalt in Cambridge bedeutete einen völligen Bruch mit ihrem bisherigen Leben:

“I never really grew up being political or Labour. It kind of came at Cambridge where it was just a realisation that where you were born mattered. That how you spoke mattered […] who you knew mattered. I didn’t really speak right or knew the right people. I spent the summers packing toothpaste at a factory working where my dad worked and everyone else had gone on a gap year! To be honest my experience at Cambridge really knocked me for about five years.”

„Ich bin wirklich nicht besonders politisiert oder Labour-nah aufgewachsen. Das kam erst in Cambridge, wo ich merkte, dass es von Bedeutung war, wo du geboren bist. Dass es von Bedeutung war, mit welchen Worten du dich ausdrücken konntest […] und welche Leute du kanntest. Ich konnte mich wirklich nicht gut ausdrücken, und ich kannte auch nicht die richtigen Leute. Ich verbrachte die Sommer damit, Zahnpasta abzupacken in einer Fabrik, in der mein Vater arbeitete, während alle anderen sich ein Gap Year nahmen! Um ehrlich zu sein, meine Erfahrung in Cambridge machte mich über fünf Jahre lang wirklich fertig.“

1995 machte sie an der University of Cambridge ihren Abschluss.
Nach ihrem Universitätsabschluss arbeitete sie bis 1997 als politische Beraterin für die Labour-Abgeordnete Joan Walley, leitete 1998/99 die Kampagne Britain in Europe und war von 2000 bis Mitte 2002 als Sekretärin und politische Beraterin für die Labour-Politikerin und Abgeordnete des Europäischen Parlaments Glenys Kinnock tätig.
Anschließend arbeitete sie bei Oxfam (2002–2009) als Direktorin der Maternal Mortality Campaign (2009–2011), für Save the Children sowie für die National Society for the Prevention of Cruelty to Children (NSPCC) und war Gründerin und Direktorin von UK Women (2013–2014). Sie arbeitete als Beraterin des Freedom Fund on Slavery (2014) und der Bill & Melinda Gates Foundation (2014–2015). Cox wurde 2009 vom Weltwirtschaftsforum als Young Global Leader ausgezeichnet.
Von 2010 bis 2014 war sie die Vorsitzende des Frauennetzwerkes der Labourpartei. Ihre Nominierung als Parlamentskandidatin erfolgte im Rahmen einer Vorauswahl, für die nur Frauen aufgestellt wurden. Sie unterstützte zuerst die Kandidatur von Jeremy Corbyn für den Parteivorsitz der Labourpartei, stimmte aber letztendlich für Elizabeth Kendall.
Sie war verheiratet mit Brendan Cox, einem Berater von Gordon Brown während dessen Regierungszeit, und Mutter zweier Kinder. Die Familie wohnte im Wahlkreis von Cox sowie in einem Wohnboot in den „Hermitage Community Moorings“, einem genossenschaftlich betriebenen Liegeplatz an der Themse im Londoner Stadtteil Wapping nahe der Tower Bridge.
Anfang Juli 2021 konnte ihre jüngere Schwester Kim Leadbeater in einer Nachwahl um den durch den Wechsel von Tracy Brabin (beide Labour) an die Spitze der Metropolregion West Yorkshire freigewordenen Sitz im Unterhaus für Batley and Spen erringen.

## Attentat

### Ablauf

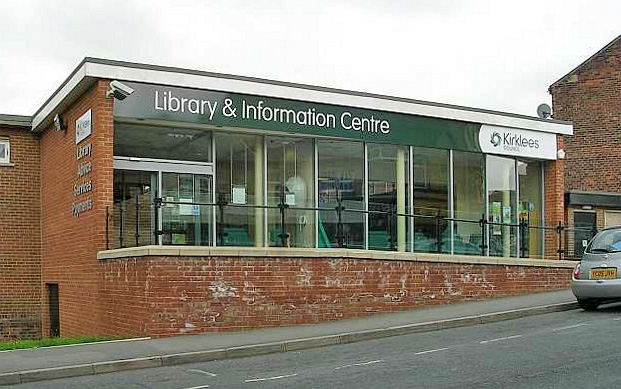
Das Library and Information Centre in Birstall, der Ort des Attentats

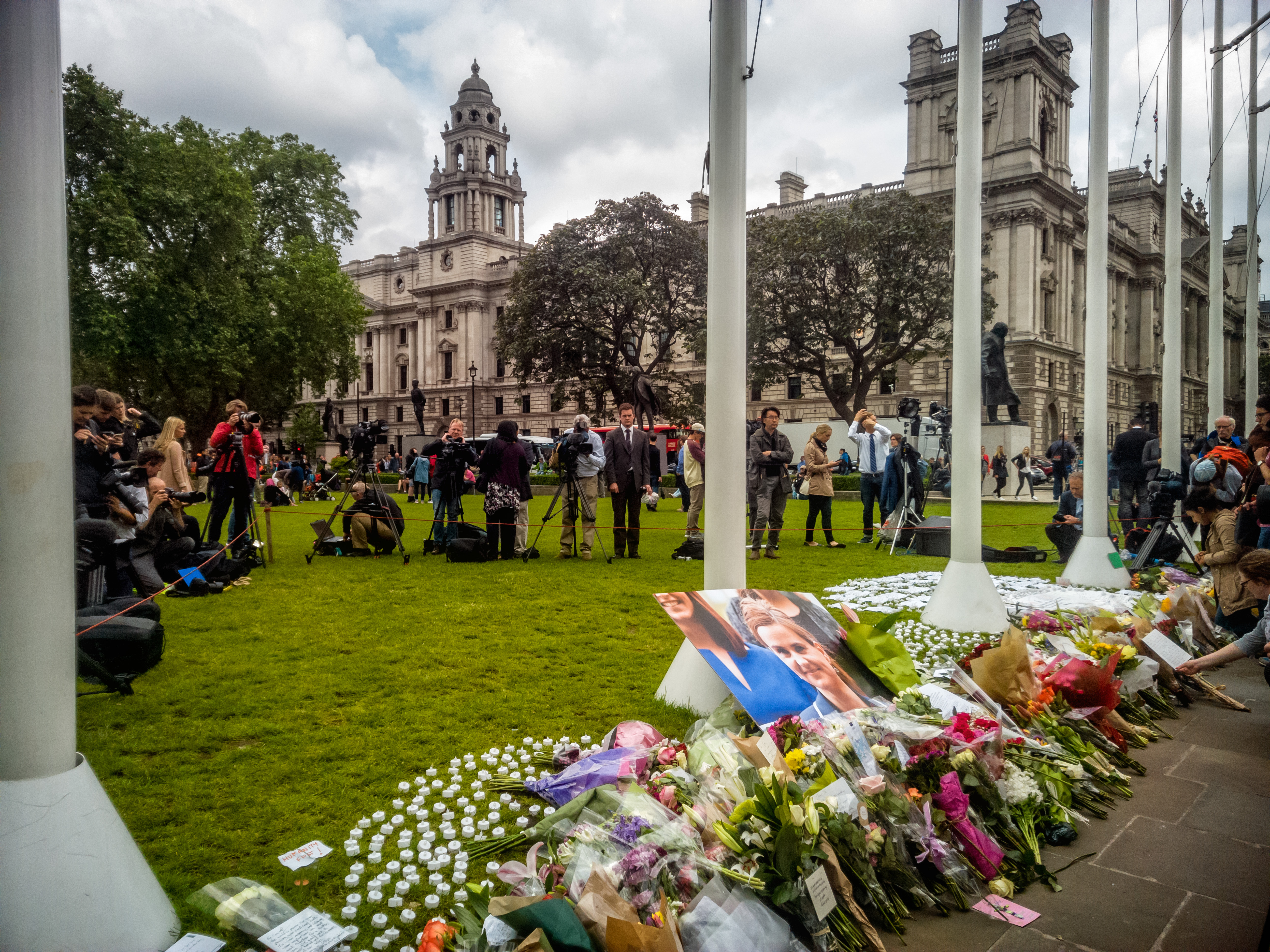
Gedenkstätte für Jo Cox am Parlaments-Platz in London

Am 16. Juni 2016 wurde Cox im Vorfeld des Brexit-Referendums nach einer Bürgersprechstunde im Library and Information Centre auf der Market Street in Birstall, West Yorkshire, von einem 52-jährigen Briten angeschossen und niedergestochen und dadurch lebensgefährlich verletzt. Nach Augenzeugenberichten rief der Attentäter bei seiner Tat „Britain first“ (dt.: „Britannien zuerst“) oder „put Britain first“ (dt.: „stell(t) Britannien an die erste Stelle“). Britain First ist auch der Name einer rechtsextremen Partei in Großbritannien, die nach dem Attentat aber jegliche Schuld und Zusammenhänge zwischen ihrer Partei und dem Attentäter zurückwies.
Um 13:48 Uhr wurde Jo Cox im Krankenhaus Leeds General Infirmary für tot erklärt. Nach dem Attentat unterbrachen Brexit-Befürworter und -Gegner ihre Kampagnen bis zum 19. Juni. Die Conservative Party, Liberal Democrats, UKIP und Green Party kündigten an, bei der anstehenden Nachwahl im Wahlkreis Batley and Spen keine Kandidaten aufzustellen. Die Nachwahl fand am 20. Oktober 2016 statt, die Labour-Party-Kandidatin Tracy Brabin gewann mit 85,84 % der abgegebenen Stimmen, die Wahlbeteiligung lag bei 25,56 %. Die Tat wurde von zahlreichen in- und ausländischen Politikern verurteilt, die eine Mäßigung der politischen Rhetorik und Auseinandersetzung anmahnten. Marine Le Pen, die Vorsitzende der französischen Front National, erklärte hingegen am Tag nach Cox’ Tod: „Von ihren Brüssel untergeordneten Eliten missachtet, greifen mitunter auch die unteren Volksschichten zu einer Form der Gewalt.“ Die Äußerung wurde als Verständnis für oder Rechtfertigung der Tat verstanden.
Jo Cox war die erste Unterhausabgeordnete seit mehr als 25 Jahren, die Opfer eines Tötungsdeliktes wurde. Die letzten Opfer waren die konservativen Abgeordneten Airey Neave und Ian Gow, die 1979 bzw. 1990 jeweils infolge der Explosion von Autobomben der IRA starben. Im September 2018 wurde ein Platz in Brüssel nach Jo Cox benannt.

### Täter
Zwei Tage nach der Ermordung von Cox wurde der 52-jährige Thomas Mair dem Amtsgericht Westminster (Westminster Magistrates’ Court) in London zu einer ersten Anhörung vorgeführt. Nach seinem Namen befragt antwortete der Angeklagte: „Mein Name ist Tod den Verrätern, Freiheit für Großbritannien“. Ansonsten schwieg er in der 15 Minuten langen Anhörung. Die Staatsanwaltschaft beschuldigte ihn des Mordes, schwerer Körperverletzung, des Besitzes einer Feuerwaffe mit der Absicht eine Straftat zu begehen und des Besitzes einer Angriffswaffe: „We have now charged a man with murder, grievous bodily harm, possession of a firearm with intent to commit an indictable offence and possession of an offensive weapon.“
Mair blieb weiter in Haft. Die Richterin ordnete eine psychologische Untersuchung an. Nach den bisherigen Ermittlungen war außer dem Festgenommenen keine andere Person beteiligt. Der Angriff auf Cox sei offenbar ein „isolierter, aber gezielter Angriff“ gewesen, teilte die Polizei von West Yorkshire mit.

#### Verbindungen zur Neonaziszene
Bereits kurz nach der Tat wurden Hinweise auf eine rechtsextreme Einstellung des mutmaßlichen Täters bekannt. So legte die US-amerikanische Anti-Rassismus-Organisation Southern Poverty Law Center (SPLC), die unter anderem Neonazi-Gruppen in den USA überwacht, Quittungen vor, die belegten, dass der Tatverdächtige von 1999 bis 2003 mehr als 620 Dollar an die ehemals größte Neonazi-Organisation der USA, die National Alliance (NA), überwiesen hatte – meist für Publikationen aus deren Buchverlag National Vanguard Books. Er hatte Neonazi-Magazine abonniert, Gebrauchsanleitungen für den Eigenbau von Schusswaffen und Sprengsätzen gekauft (etwa ein Buch mit einer Anleitung zur Konstruktion einer .38-Kaliber-Pistole aus haushaltsüblichen Materialien). Britische Behörden sollen in der Wohnung des 52-Jährigen Indizien gefunden haben, die dies bestätigen – auch jene Publikationen, die er damals bei der NA bestellt haben soll.
Darüber hinaus war Mair Bezieher von S.A. Patriot, einem südafrikanischen Magazin, das vom White Rhino Club herausgegeben wurde. Der White Rhino Club, der für die Wiedereinführung der Apartheid eintritt, beschreibt das Magazin in einem Editorial als „gegen multi-kulturelle Gesellschaften und gegen einen expansionistischen Islam“ gerichtet. In einem Blog-Beitrag des Magazins wird Mair als „einer der ersten Bezieher und Unterstützer von S.A. Patriot“ („one of the earliest subscribers and supporters of S. A. Patriot“) beschrieben.

### Strafprozess
Am 14. November 2016 wurde der Prozess gegen Thomas Mair vor dem Old Bailey eröffnet. In einer vorherigen Anhörung zu dem Fall hatte er keine Aussage, ob er sich schuldig oder unschuldig bekennen würde, abgegeben und deshalb wurden ihm in dem Verfahren Mord, der Besitz einer Schusswaffe mit der Absicht eine Straftat zu begehen, Besitz eines Dolches und schwere Körperverletzung an einem Passanten vorgeworfen. Da der Prozess größeres Medieninteresse erwarten ließ, wurde der Jury verboten, sich mit Medienberichten zu dem Fall zu beschäftigen. Außerdem wurden Juroren mit enger Verbindung zu den Wohltätigkeitsorganisationen Oxfam und Save the Children, die Jo Cox unterstützte, vom Verfahren ausgeschlossen.
Thomas Mair wurde am 23. November 2016 des Mordes an Jo Cox für schuldig befunden und zu einer lebenslangen Haftstrafe ohne Möglichkeit der vorzeitigen Freilassung auf Bewährung (Whole life order) verurteilt.

## Ehrungen

Place Jo Cox, Brüssel

Jo Cox zu Ehren wurden in Brüssel ein Platz – Place Jo Cox – und in Kassel eine Straße – Jo-Cox-Weg – nach ihr benannt.

## Rezeption
Der britische Pop-Rock-Musikers Peter Gabriel widmete Jo Cox das bereits 2016 geschriebene Lied Love Can Heal. Er spielte es erstmals in der Mitte der Rock Paper Scissors Tour 2016. Am 31. August 2023 wurde erstmals die Studioversion für das Album i/o veröffentlicht. Gabriel schrieb im Zusammenhang mit der Veröffentlichung, dass er Jo Cox vor der Tat auf einer Führungskonferenz kennengelernt hatte.